# 顿巴斯 (电影)
《著魔的國境》（德語：Donbass）是由谢尔盖·洛兹尼察执导，瓦列留·安德留察、鲍里斯·卡莫尔津等人主演的剧情片，故事以发生在乌克兰东部的顿巴斯战争为背景。影片于2018年5月9日在第71届戛纳电影节首次上映，并获得了该届电影节“一种关注”单元最佳导演奖。